# Плосковское сельское поселение (Белгородская область)
Плоско́вское се́льское поселе́ние — муниципальное образование в Корочанском районе Белгородской области.
Административный центр — село Плоское.

## История
Плосковское сельское поселение образовано 20 декабря 2004 года в соответствии с Законом Белгородской области № 159.

## Население
| 2010 | 2011 | 2012 | 2013 | 2014 | 2015 | 2016 | 2017 | 2018 |
| ---- | ---- | ---- | ---- | ---- | ---- | ---- | ---- | ---- |
| 501  | ↘500 | ↘492 | ↗497 | ↘494 | ↗510 | ↗512 | ↗541 | ↗547 |
| 2019 | 2020 | 2021 |      |      |      |      |      |      |
| ↘533 | ↘510 | ↘338 |      |      |      |      |      |      |

## Состав сельского поселения
| № | Населённый пункт | Тип населённого пункта       | Население |
| - | ---------------- | ---------------------------- | --------- |
| 1 | Байцурово        | хутор                        | →0        |
| 2 | Заречье          | хутор                        | ↘14       |
| 3 | Ионовка          | хутор                        | ↘64       |
| 4 | Красный Май      | хутор                        | ↘4        |
| 5 | Мухановка        | хутор                        | ↘11       |
| 6 | Новотроевка      | село                         | ↘97       |
| 7 | Плоское          | село, административный центр | ↘247      |
| 8 | Ушаковка         | село                         | →64       |